# Eurycentrum
Eurycentrum é um género botânico pertencente à família das orquídeas (Orchidaceae). É originária da região que se estende da Papua-Nova Guiné a Vanuatu.

## Espécies
1. Eurycentrum amblyoceras Schltr., Repert. Spec. Nov. Regni Veg. 17: 368 (1921).
2. Eurycentrum atroviride J.J.Sm., Nova Guinea 14: 347 (1929).
3. Eurycentrum fragrans Schltr., Repert. Spec. Nov. Regni Veg. Beih. 1: 64 (1911).
4. Eurycentrum goodyeroides Ridl., Trans. Linn. Soc. London, Bot. 9: 207 (1916).
5. Eurycentrum monticola Schltr., Repert. Spec. Nov. Regni Veg. Beih. 1: 64 (1911).
6. Eurycentrum obscurum (Blume) Schltr. in K.M.Schumann & C.A.G.Lauterbach, Fl. Schutzgeb. Südsee, Nachtr.: 89 (1905) - espécie tipo
7. Eurycentrum salomonense Schltr. in K.M.Schumann & C.A.G.Lauterbach, Fl. Schutzgeb. Südsee, Nachtr.: 90 (1905).